# 栃木県立宇都宮白楊高等学校
栃木県立宇都宮白楊高等学校（とちぎけんりつうつのみやはくようこうとうがっこう）とは、栃木県宇都宮市元今泉にある高等学校。

## 概要
現在、3学年7学科の総合選択制高等学校である。1895年4月、当時北関東地域では初となる栃木県簡易農学校として開校。全国の農業系高等学校では4番目に古い学校である。その後1898年、栃木県農学校に改称。1991年に現在の名称に変更され、同年の学科再編により県内唯一の総合選択制高等学校（様々な学科を選択できる学校）となった。また、高根沢には同高校の農場がある。正門・旧講堂は登録有形文化財である。名物として三本ポプラがあり、学校名の白楊は、ポプラの和名からきている。

### 学科
いずれの学科も定員40名程度である。なお、1 - 4組のことをまとめて「農業学科」と称することがある。
- 農業経営科
1組。栽培・飼育および農業経営に関する知識と技術を習得させ、農業経営者および農業に関わる業務に従事するものとして必要な能力と態度を育てる。
- 生物工学科
2組。生物工学に関する知識と技術を習得させ、生物科学にかかわる業務に従事するものとして必要な能力と態度を育てる。
- 食品科学科
3組。食品の製造、流通、消費に関する知識と技術を習得させ、食品に関わる業務に従事するものとして必要な能力と態度を育てる。全学年で、女子が多い傾向がある。
- 農業工学科
4組。農業土木及び環境保全・水質保全に関する知識と技術を習得させ、農業土木及び環境保全にかかわる業務に従事するものとして必要な能力と態度を育てる。全学年で、男子が多い・男子だけのクラスになる傾向がある。
- 情報技術科
5組。電気・電子及びコンピュータに関する基礎的・基本的な知識・技術を習得させ、コンピュータの利用･製造にかかわる業務に従事するものとして必要な能力と態度を育てる。
- 流通経済科
6組。商業に関する分野の中で、流通経済に関する知識と技術を習得させ、流通活動にかかわる業務に従事するものとして必要な能力と知識を育てる。
- 服飾デザイン科
7組。服飾デザインに関する専門的な知識と技術を習得させ、これらに関する専門的職業に従事するものとして必要な能力と態度を育てる。

その他、農業学科（1組から4組）では、危険物取扱者資格試験を必修としている。ほとんどは丙種だが、一部では乙4類の資格を必修としている。

## 沿革

### 簡易農学校
- 1895年（明治28年）
  - 4月1日 : 栃木県河内郡姿川村鶴田に栃木県簡易農学校として創設。
  - 5月11日 : 開校式を挙行（同日を創立記念日と指定している）。
- 1897年（明治30年）3月31日 : 栃木県那須郡野崎村沢に移転。

### 農学校
- 1898年（明治31年）4月1日 : 栃木県農学校と改称、修業年限3年。
- 1901年（明治34年）5月17日 : 栃木県立農学校と改称。
- 1903年（明治36年）
  - 4月1日 : 栃木県宇都宮市今泉2021に移転。
  - 6月10日 : 校章の制定。
- 1915年（大正4年）11月11日 : 校歌・校旗の制定。
- 1922年（大正11年）
  - 3月31日 : 実業補習学校教員養成所併設。
  - 11月20日 : 栃木県立宇都宮農学校と改称。
- 1929年（昭和4年）4月1日
  - 制度を変更、尋常小学校卒業を入学資格とする。
  - 修業年限5年、生徒定員500名に改む。
- 1945年（昭和20年）3月31日 : 農業土木科新設。
- 1947年（昭和22年）4月1日 : 新制中学校制度実施により併設中学校を置く。

### 農業高等学校
- 1948年（昭和23年）
  - 4月1日：新制高等学校実施により栃木県宇都宮農業高等学校と改称。修業年限3年。
  - 5月10日 : 定時制課程を併設。
- 1949年（昭和24年）
  - 4月1日 : 校章改正。
  - 4月20日 : 定時制課程の分校を設置。
鶴峰分校：河内郡羽黒村公民館を校舎として開校。
富屋分校：河内郡富屋村公民館を校舎として開校。
城山分校：河内郡山村南小学校を校舎として開校。
- 1950年（昭和25年）4月8日 : 城山分校を城山中学校内に移転。
- 1951年（昭和26年）4月1日 : 栃木県立宇都宮農業高等学校と改称。
- 1953年（昭和28年）4月1日 : 畜産科を新設。
- 1955年（昭和30年）11月23日：校歌、校旗、校章を改正。
- 1957年（昭和32年）
  - 9月25日 : 鶴峰分校を上河内分校と改称。
  - 9月30日 : 上河内分校を河内郡上河内村中里に移転。
- 1958年（昭和33年）4月1日 : 園芸科を新設。
- 1961年（昭和36年）3月31日 : 城山分校を廃止。
- 1962年（昭和37年）
  - 3月31日 : 富屋分校を廃止。
  - 4月1日 : 全日制農村家庭科を新設。
- 1963年（昭和38年）4月1日 : 教育課程改訂に伴い農村家庭科を生活科と改称。
- 1964年（昭和39年）3月31日 : 定時制併置本校の廃止。
- 1968年（昭和43年）4月1日 : 生活科学級増定員100名。
- 1969年（昭和44年）4月1日 : 生活科定員80名。
- 1970年（昭和45年）
  - 4月1日 : 農業科定員80名、園芸科定員80名に改む。
  - 4月14日 : 専攻科設置（農業経営科40名）。
- 1971年（昭和46年）4月1日
上河内分校県移管。
上河内分校農業科を本年度第1学年より園芸科に転科（男・女）。
- 1972年（昭和47年）4月1日 : 農業科定員40名、農業土木科定員80名に改む。
- 1973年（昭和48年）4月1日 : 専攻科に園芸経営科新設（農業経営科、園芸経営科定員各30名）。
- 1976年（昭和51年）4月1日
畜産科定員30名、農業科、畜産科、園芸科の一括募集開始。
上河内分校本年度第1学年より定時制園芸科を全日制園芸科に転換・定員20名。
- 1977年（昭和52年）4月1日 : 農・園・畜科と生活科に推薦入学制度導入。
- 1980年（昭和55年）4月1日 : 農園畜科、農業土木科男女募集となる。
- 1981年（昭和56年）4月1日 : 農業土木科に推薦入学制度導入。
- 1982年（昭和57年）4月1日 : 農業土木科定員40名となる。
- 1983年（昭和58年）4月1日 : 農業土木科定員80名、畜産科定員40名となる。
- 1986年（昭和61年）4月1日：園芸科定員40名に改む。専攻科、農業経営科、園芸経営科定員各20名に改む。
- 1988年（昭和63年）3月20日 : 生徒指導室（白楊寮）竣工。
- 1990年（平成2年）4月1日
上河内分校生徒募集停止し、上河内分校を本校に統合。分校跡地は栃木県消防学校に転用[1][2]。
農業経営科・園芸経営科を農業特別専攻科定員20名に改む。

### 白楊高等学校
- 1991年（平成3年）4月1日
栃木県立宇都宮白楊高等学校と改称。
学科再編成により、農業、園芸、畜産、農業土木、生活の5学科を農業経営、生物工学、食品科学、農業工学、情報技術、流通経済、服飾デザイン科の7学科に改称新設。
- 1992年（平成4年）2月29日 : 校旗樹立（校章改正）。
- 1994年（平成6年）2月28日 : 校歌改正。
- 1996年（平成8年）8月15日 : 第2体育館竣工。
- 1997年（平成9年）3月15日 : 高根沢農場作物調整室・資材室竣工。
- 2000年（平成12年）3月10日 : 高根沢農場管理棟竣工。
- 2003年（平成15年）1月31日 : 正門・旧講堂が登録有形文化財に登録。
- 2007年（平成19年）3月30日 : 農業特別専攻科閉科。

※平成19年度版生徒手帳より引用。

## 著名な出身者
- 齋藤信治（元バレーボール選手）
- 藤田義明（サッカー選手、ジュビロ磐田）
- 渡辺渡（栃木県議会議員、元県議会議長）
- 澤村博（日本大学名誉教授）

## 部活動
- 近年はサッカー部が力をつけており、2007年は県大会決勝で準優勝、2008年は県大会を優勝し、全国大会にまで進出した。
- 2009年には食品科学部がJA全中主催の全国高校生対抗ごはんDE笑顔プロジェクト選手権で「玉ねぎジャム餃子」を作り、全国優勝を果たした。

## その他
- 服飾デザイン科はこの学校の制服をデザインしたほか、宇都宮証券の100周年記念として行われた女性社員の制服リニューアルで冬服に採用されている。

## 交通アクセス
- JR宇都宮駅東口より徒歩20分

## 周辺施設
- 栃木県立宇都宮産業展示館（マロニエプラザ）
- 宇都宮市体育館
- 宇都宮駅東公園